# Hukvaldy
Hukvaldy (in tedesco Hochwald) è un comune della Repubblica Ceca, parte del distretto di Frýdek-Místek.
Il villaggio è situato sotto i ruderi di uno dei più grandi castelli in Moravia, Hrad Hukvaldy.

## Storia
Il villaggio fu fondato nel 1566 dal vescovo di Olmütz, Vilém Prusinovský, che lo ricevette dall'imperatore Massimiliano II. Della località fanno parte una grande riserva di caccia e, a partire dal 1858, anche una celebre scuderia.
La località diede i natali al musicista Leoš Janáček (1854-1928).